# Chiliadenus
Chiliadenus là một chi thực vật có hoa trong họ Cúc (Asteraceae).

## Loài
Chi Chiliadenus gồm các loài: